# IC 4110
IC 4110 је елиптична галаксија у сазвјежђу Береникина коса која се налази на листи објеката дубоког неба у Индекс каталогу.
Деклинација објекта је + 19° 13' 39" а ректасцензија 13h 2m 58,3s. Привидна величина (магнитуда) објекта IC 4110 износи 16,0 а фотографска магнитуда 17,0.